# 松田明子 (ミュージシャン)
松田 明子（まつだ あきこ）は日本の元サックス奏者、元キーボーディスト、元歌手。京都府立商業高校卒業。GIZA studioに所属していた。

## 来歴
- 1998年 - 三好真美・三好誠の姉弟、麻越さとみ、松田の4人でrumania montevideoを結成（その後、間島和伸が加入[1]）。
  - rumania montevideoでは、サックスとキーボードを担当。
- 1999年4月14日 - rumania montevideoが、1stシングル「Still for your love」でメジャーデビュー。
- 2000年 - rumania montevideoの三好姉弟を除いたメンバーで、RAMJET PULLEYを結成。[2]
  - RAMJET PULLEYでは、ボーカルとキーボードを担当。
- 2000年11月8日 - RAMJET PULLEYが、1stシングル「Hello...good bye」でメジャーデビュー。
- 2001年12月5日 - 歌唱参加したアルバム『GIZA studio R&B RESPECT Vol.1 -six sisters selection-』がリリース。
- 2001年12月15日 - hills パン工場で開催されたインターネット・ライブコンサート『GIZA studio R&B PARTY at the“Hills パン工場”[堀江] vol.1』にシンガーとして出演。
- 2002年2月6日 - rumania montevideoが、3rdアルバム『MO' BETTER TRACKS』をもって、活動停止。
- 2002年2月14日 - 2001年12月15日に開催されたインターネット・ライブコンサートを収録したDVD『GIZA studio R&B PARTY at the“Hills パン工場”[堀江] vol.1』がリリース。
- 2003年1月29日 - RAMJET PULLEYが、2ndアルバム『It's a wonderful feeling』をもって、活動停止。
- 2003年6月12日 - hills パン工場で開催されたライブコンサート『THURSDAY LIVE“ACOUSTIC NIGHT”』にシンガーとして出演。
- 2003年8月27日 - 【TAK MATSUMOTO featuring 松田明子】名義で歌唱参加したシングル「異邦人」がリリース。
- 2003年11月26日 - 【TAK MATSUMOTO featuring 松田明子】名義で歌唱参加したアルバム『THE HIT PARADE』がリリース。
- 以降活動が見られず、現在は活動休止中。
- 2025年のrumania montevideo再結成後の三好誠のインタビューによると現在は関東在住とのこと。[3]

## 作品

### シングル
- 「異邦人」 【TAK MATSUMOTO featuring 松田明子】名義 （2003年8月27日、BMCV-5004）
  - 音楽ユニットB'zのギタリスト松本孝弘とZARDの坂井泉水のコラボレーションシングル。カップリング曲である雨の街を（原曲：荒井由実）を歌唱。
  - オリコン最高3位。

### アルバム
- 『GIZA studio R&B RESPECT Vol.1 -six sisters selection-』（2001年12月5日、GZCA-5006）
  - GIZA studio所属の女性シンガーによるカバーアルバム。Free（原曲：Deniece Williams）を独唱。
- 『THE HIT PARADE』 【TAK MATSUMOTO featuring 松田明子】名義 （2003年11月26日、BMCV-8009）
  - 音楽ユニットB'zのギタリスト松本孝弘によるカバーアルバム。ボーカルの松田明子が参加し、雨の街を（原曲：荒井由実）を歌唱。

### DVD
- 『GIZA studio R&B PARTY at the“Hills パン工場”[堀江] vol.1』（2002年2月14日、BMBD-7005）
  - 2001年12月15日にhills パン工場で行われた、GIZA studio所属の女性シンガーによるインターネット・ライブを収録。Free（原曲：Deniece Williams）を独唱。また、Hey Jude（原曲：The Beatles）を、愛内里菜、倉木麻衣、中村由利、松永安未、三好真美と合唱。[4]

## レコーディング参加
コーラス
- the★tambourines『my back pages』